# Ogliastro
Ogliastro är en kommun i departementet Haute-Corse på ön Korsika i Frankrike. Kommunen ligger i kantonen Sagro-di-Santa-Giulia som tillhör arrondissementet Bastia. År 2022 hade Ogliastro 90 invånare.

## Befolkningsutveckling
Antalet invånare i kommunen Ogliastro
Referens:INSEE